# فليفلة وبرية
الفليفلة الوبرية نوع نباتي يتبع جنس الفليفلة من الفصيلة الباذنجانية.

## البيئة والتأقلم
يزرع في أمريكا الجنوبية والوسطى. يتحمل درجات حرارة أبرد من الأنواع الأخرى من الفليفلة.

## الوصف النباتي
نبات عشبي معمر في المناطق الاستوائية.
الجذر وتدي إلا أنه يتلف أثناء عملية التشتيل وتخرج جذور جانبية من الجزء العلوي لقاعدة الساق وتتعمق في التربة لمسافة متر تقريباً. الساق قائمة متفرعة تتخشب بتقدمها في العمر، تختلف في طولها حسب الأصناف ويتراوح طولها ما بين / 30 - 120 / سم.
الأوراق بسيطة جلدية. الثمار خضراء حريفة تتحول إلى اللون الأحمر عند النضج.
الأزهار مفردة أو في أزواج تُحمل في آباط الأوراق. يتكون كأس الزهرة من 5-7 كأسيات، ينمو مع الثمرة مكوناً قرصاً اسطوانية عند قاعدة الثمرة، ويأخذ شكلاً فنجانياً يحيط بقاعدة الثمرة.
يتألف التويج من 5 – 7 / بتلات لونها أبيض أو أبيض مخضر أو بنفسجي. توجد في الزهرة من 5-7 أسدية منفصلة المآبر التي تتفتح بخطوط طولية. يتكون المبيض من 3-4 أخبية.
التأبير ذاتي غالباً ولكن تحدث نسبة كبيرة من التلقيح الخلطي.
الثمرة عوزة (عنبة) وجدار المبيض لحمي، يظهر على الثمرة من الخارج انخفاضات تبين مواضع الحواجز، والحواجز تكون غير كاملة وتلتحم في الجزء السفلي من المشيمة، تصبح الثمرة بعد النضج حمراء أو صفراء.
تكتسب الثمرة الحمراء هذا اللون نتيجة وجود صبغات الكزانتوفيل والليكوبيرسيسين والكاروتين معاً.
البذور كبيرة ملساء لونها أصفر، لها زائدة واضحة عبارة عن موقع اتصال البذرة بالمشيمة، وتحمل البذور على المشيمة في صفوف متكاثفة، ويوجد حوالي 150 بذرة في الغرام الواحد.

## معرض صور

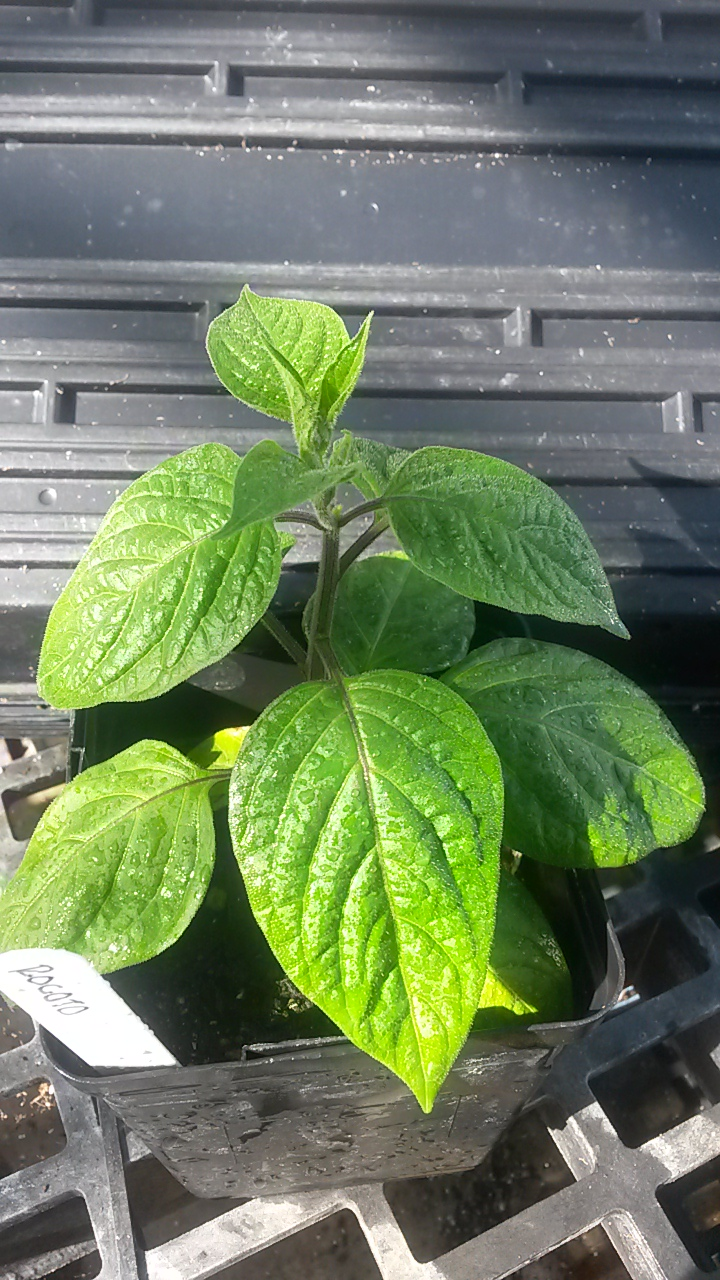
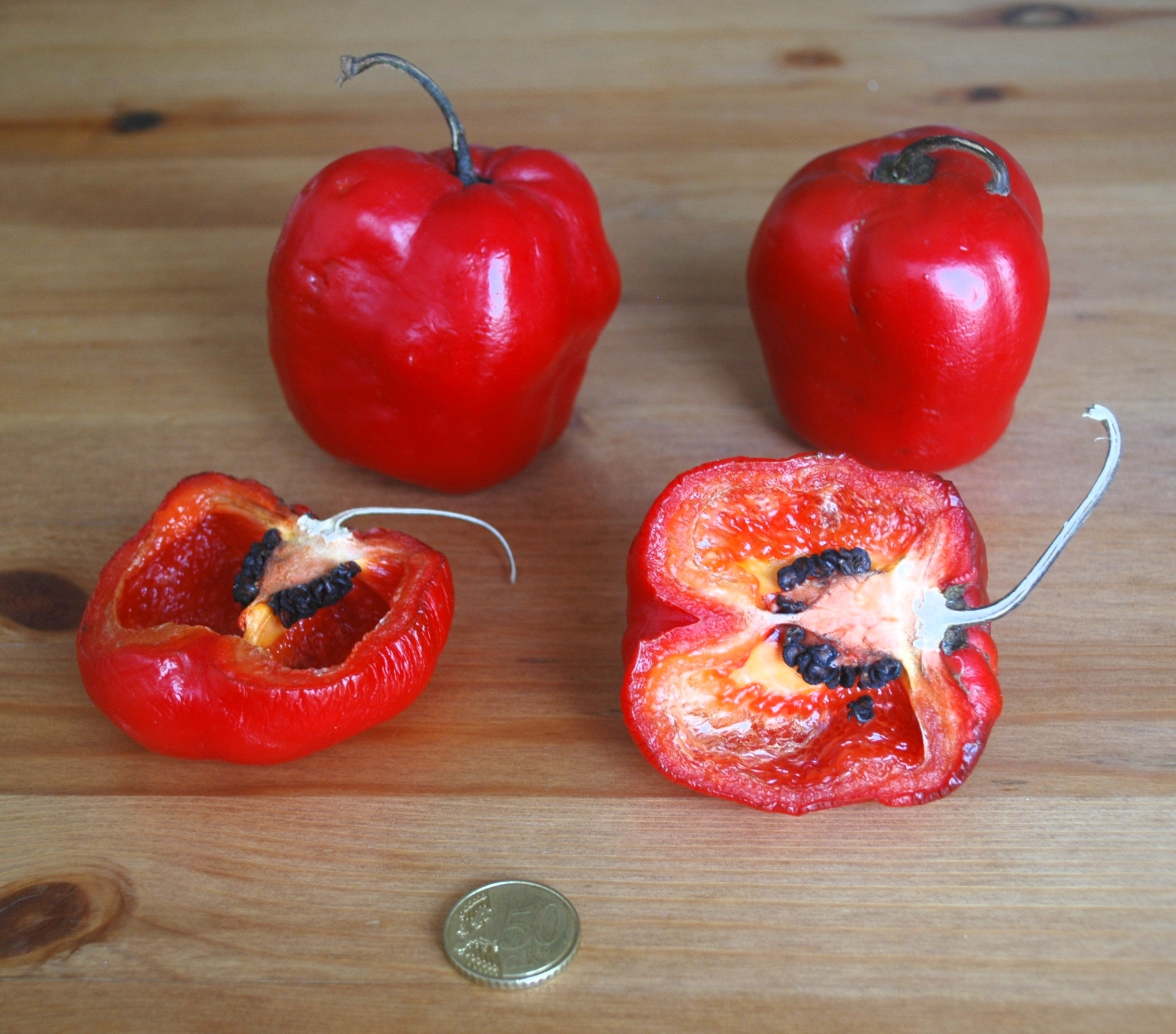
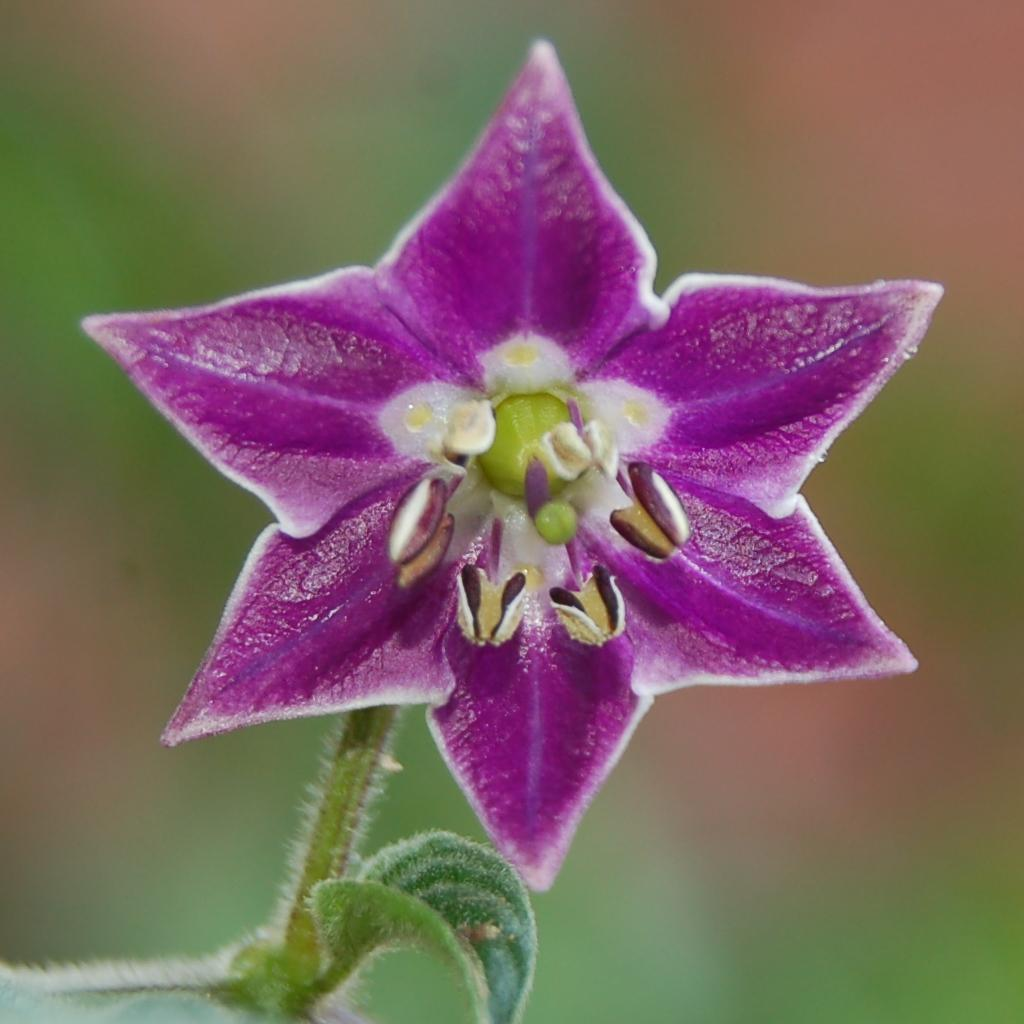
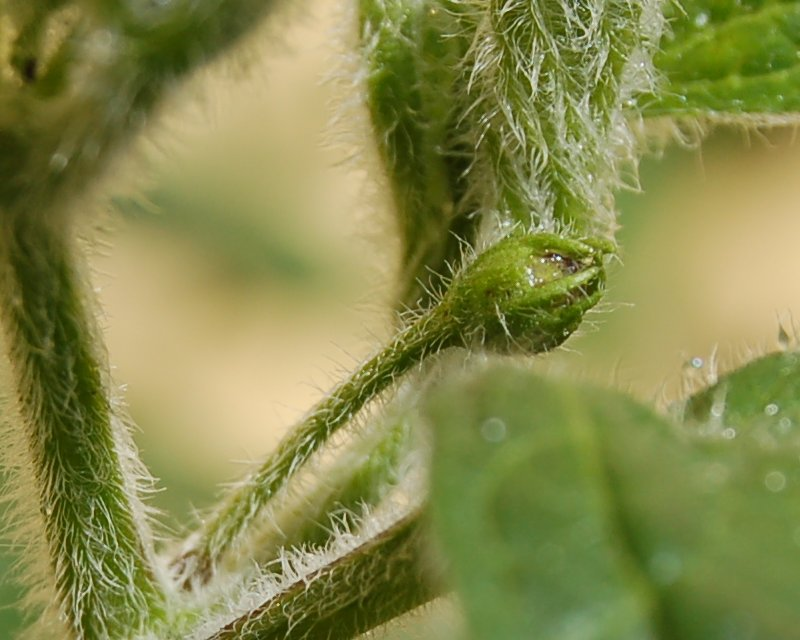
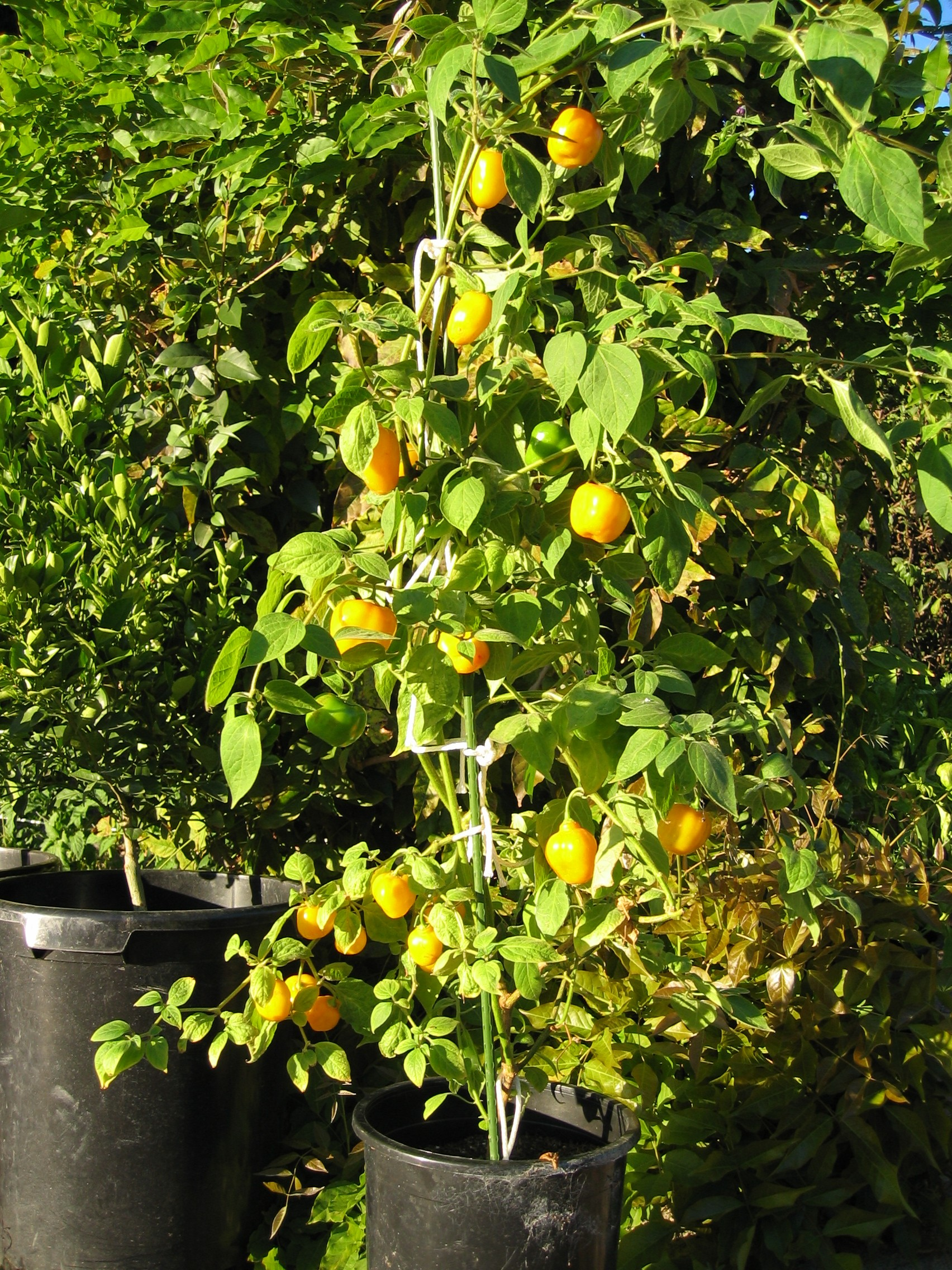
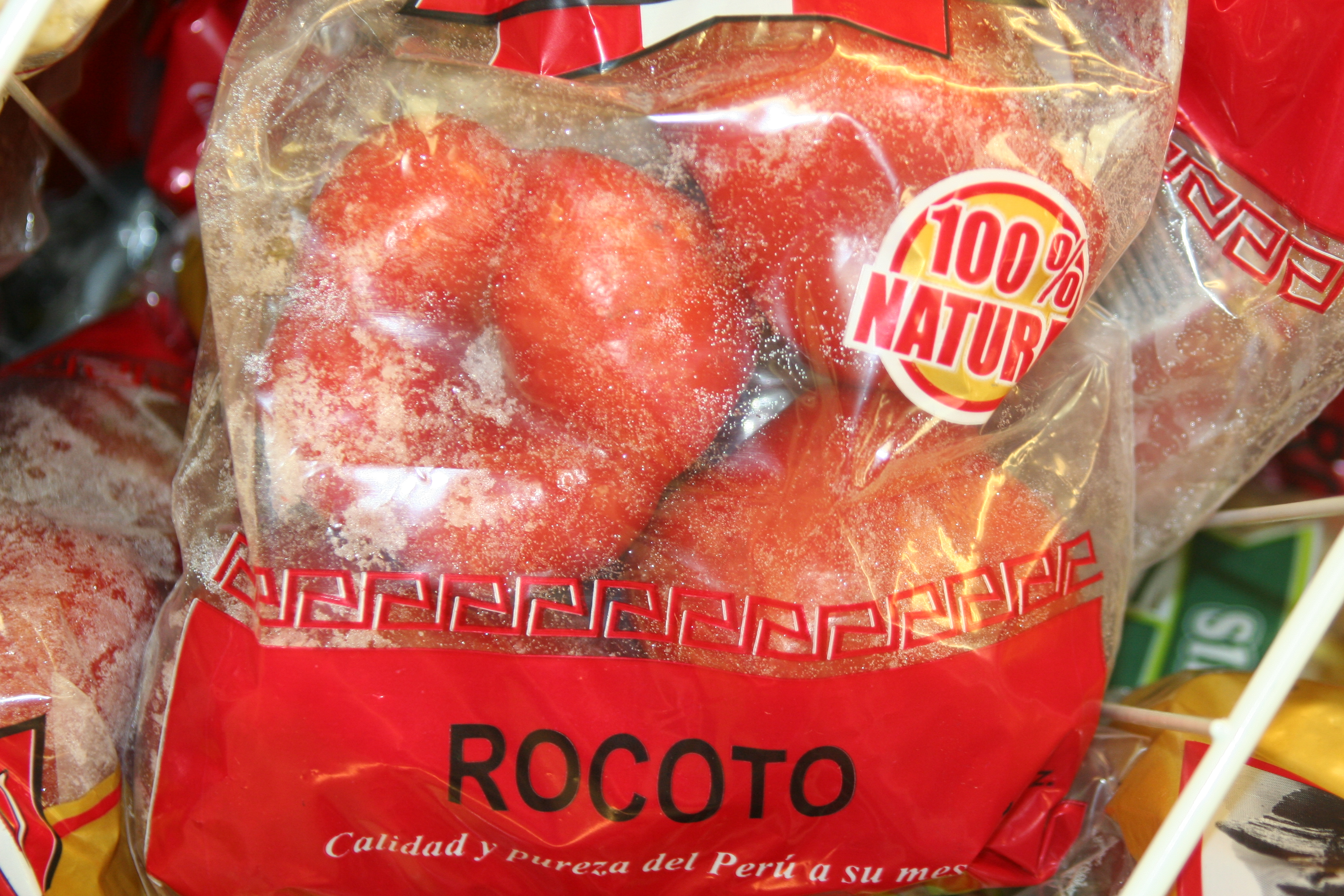